# Gustaf Severin
Gustaf Hugo Severin, född 23 juni 1906 i Karlstads stadsförsamling i Värmlands län, död 28 september 1973 i Oscars församling i Stockholm, var en svensk barnläkare och militärläkare.

## Biografi
Severin avlade studentexamen i Karlstad 1924, medicine kandidatexamen vid Uppsala universitet 1929 och medicine licentiatexamen vid Stockholms högskola 1934. Han var assisterande läkare vid kirurgiska avdelningen på Karlstads lasarett 1934–1936 samt vid Stockholms epidemisjukhus och TBC-avdelningen vid Sankt Görans sjukhus 1936–1937. Han var extra ordinarie amanuens vid Kronprinsessan Lovisas barnsjukhus 1937–1938, andre underläkare vid Sollidens sanatorium 1938–1940 och underläkare vid Kronprinsessan Lovisas barnsjukhus 1940–1944. Från 1945 var han praktiserande barnläkare i Stockholm.
Severin inledde sin militärmedicinska bana 1934, då han anställdes som marinläkarstipendiat över stat. Under flygplanskryssaren Gotlands långfärd 1935 var han fartygsläkare. Han var marinläkare av andra graden i flottans reserv 1937–1939 och inträdde med samma grad i Marinläkarkåren 1939, varpå han blev marinläkare av första graden 1941 och förste marinläkare 1944. Han var assistent åt marinöverläkaren vid Marinstaben 1944–1952, överfördes till flygvapnet 1952 och var flygöverläkare 1952–1963, varefter han inträdde i flygvapnets reserv. Åren 1948–1963 var han ledamot av Flyg- och navalmedicinska nämnden, varav vice ordförande 1952–1957 och ordförande 1957–1963. I en nekrolog berättas att Severins ”huvudintresse inom navalmedicinen blev dykeri- och ubåtsmedicin, där han gjorde väsentliga insatser i det omfattande utvecklingsarbete som ägde rum under 40-talet. Genom hans initiativ och försorg ålades marinen ansvaret för även den civila dykeriutbildningen; ett uppdrag som består än i dag [1973] och som verksamt bidragit till ökad säkerhet och minskning av olyckshändelser med invaliditet eller dödlig utgång vid dykning.”
Severin invaldes 1947 som ledamot av Kungliga Örlogsmannasällskapet och 1954 som ledamot av Kungliga Krigsvetenskapsakademien.
Gustaf Severin var son till förste stadsläkaren Hugo Severin och Helfrid Jansson. Han var gift 1936–1950 med Maj Kollén (född 1908) och de fick barnen Barbro (född 1937) och Lena (född 1938). Han var från 1952 gift med journalisten Ingrid (Kid) Kellin (1909–2000). Gustaf Severin är begravd på Norra kyrkogården i Karlstad.

### Utmärkelser
- Riddare av Vasaorden, 1947.[10]
- Riddare av Nordstjärneorden, 1952.[11]
- Kommendör av Nordstjärneorden, 1956.[12]